# Waratah, Tasmanien
Waratah är en ort i Australien. Den ligger i kommunen Waratah/Wynyard Council och delstaten Tasmanien, i den sydöstra delen av landet, omkring 220 kilometer nordväst om delstatshuvudstaden Hobart. Antalet invånare är 280.
Trakten runt Waratah är nära nog obefolkad, med mindre än två invånare per kvadratkilometer..
I omgivningarna runt Waratah växer i huvudsak städsegrön lövskog. Genomsnittlig årsnederbörd är 2 259 millimeter. Den regnigaste månaden är augusti, med i genomsnitt 312 mm nederbörd, och den torraste är januari, med 91 mm nederbörd.